# Crocodeilanthe
 Crocodeilanthe es un género con 67 especies de orquídeas originarias de América.
Sus especies anteriormente estaban sujetas al género Pleurothallis, sin embargo, en mayo de 2006, Carlyle A. Luer, erudito de las Pleurothallidinae, publicó una revisión sustancial del género y convirtió en géneros a muchos de sus subgéneros anteriores. 

## Etimología
El nombre del género deriva del griego krokodeilanthos, que significa que la flor tiene forma de cocodrilo.

## Sinonimia
- Pleurothallis subg. Crocodeilanthe (Rchb.f. y Warsz.) Luer, Monogr. Syst. Bot. Missouri Bot. Gard. 20: 34. 1986.

## Distribución y hábitat
El género Crocodeilanthe comprende cerca de setenta especie que se distribuyen por las selvas montañozas de América Central, llegando hasta los Andes y centro de Bolivia. Una única especie se h registrado en Brasil y fue descubierta recientemente en una ex`pedición realizada al Monte Caburaí, en Roraima.

## Especies deCrocodeilanthe
1. Crocodeilanthe aligera (Luer & R.Vásquez) Luer, Monogr. Syst. Bot. Missouri Bot. Gard. 95: 256 (2004).
2. Crocodeilanthe aloisii (Schltr.) Luer, Monogr. Syst. Bot. Missouri Bot. Gard. 95: 256 (2004).
3. Crocodeilanthe apposita (Luer) Luer, Monogr. Syst. Bot. Missouri Bot. Gard. 95: 256 (2004).
4. Crocodeilanthe atwoodii (Luer) Luer, Monogr. Syst. Bot. Missouri Bot. Gard. 95: 256 (2004).
5. Crocodeilanthe avirostris (Luer & Hirtz) Luer, Monogr. Syst. Bot. Missouri Bot. Gard. 95: 256 (2004).
6. Crocodeilanthe batillacea (Luer) Luer, Monogr. Syst. Bot. Missouri Bot. Gard. 95: 256 (2004).
7. Crocodeilanthe bucaramangae (Luer & R.Escobar) Luer, Monogr. Syst. Bot. Missouri Bot. Gard. 95: 256 (2004).
8. Crocodeilanthe cassidis (Lindl.) Luer, Monogr. Syst. Bot. Missouri Bot. Gard. 95: 256 (2004).
9. Crocodeilanthe cauliflora (Lindl.) Luer, Monogr. Syst. Bot. Missouri Bot. Gard. 95: 256 (2004).
10. Crocodeilanthe choerorhyncha (Luer) Luer, Monogr. Syst. Bot. Missouri Bot. Gard. 95: 256 (2004).
11. Crocodeilanthe cosangae (Luer & Hirtz) Luer, Monogr. Syst. Bot. Missouri Bot. Gard. 95: 256 (2004).
12. Crocodeilanthe croatii (Luer) Luer, Monogr. Syst. Bot. Missouri Bot. Gard. 95: 256 (2004).
13. Crocodeilanthe cuatrecasasii (Luer) Luer, Monogr. Syst. Bot. Missouri Bot. Gard. 95: 256 (2004).
14. Crocodeilanthe cyathiflora (C.Schweinf.) Luer, Monogr. Syst. Bot. Missouri Bot. Gard. 95: 256 (2004).
15. Crocodeilanthe domingensis (Cogn.) Luer, Monogr. Syst. Bot. Missouri Bot. Gard. 95: 256 (2004).
16. Crocodeilanthe elegans (Kunth) Luer, Monogr. Syst. Bot. Missouri Bot. Gard. 95: 256 (2004).
17. Crocodeilanthe erectiflora Luer, Monogr. Syst. Bot. Missouri Bot. Gard. 103: 311 (2005).
18. Crocodeilanthe expansa (Lindl.) Luer, Monogr. Syst. Bot. Missouri Bot. Gard. 95: 256 (2004).
19. Crocodeilanthe floribunda (Poepp. & Endl.) Luer, Monogr. Syst. Bot. Missouri Bot. Gard. 95: 256 (2004).
20. Crocodeilanthe fonsflorum (Lindl.) Luer, Monogr. Syst. Bot. Missouri Bot. Gard. 95: 256 (2004).
21. Crocodeilanthe galeata (Lindl.) Luer, Monogr. Syst. Bot. Missouri Bot. Gard. 95: 256 (2004).
22. Crocodeilanthe galerasensis (Luer) Luer, Monogr. Syst. Bot. Missouri Bot. Gard. 95: 256 (2004).
23. Crocodeilanthe gigas (Luer & R.Escobar) Luer, Monogr. Syst. Bot. Missouri Bot. Gard. 95: 256 (2004).
24. Crocodeilanthe infundibulosa (Luer) Luer, Monogr. Syst. Bot. Missouri Bot. Gard. 95: 256 (2004).
25. Crocodeilanthe jamiesonii (Lindl.) Luer, Monogr. Syst. Bot. Missouri Bot. Gard. 95: 256 (2004).
26. Crocodeilanthe jurisdixii (Luer & R.Escobar) Luer, Monogr. Syst. Bot. Missouri Bot. Gard. 95: 256 (2004).
27. Crocodeilanthe laevigata (Lindl.) Luer, Monogr. Syst. Bot. Missouri Bot. Gard. 95: 256 (2004).
28. Crocodeilanthe laevis (Luer & Hirtz) Luer, Monogr. Syst. Bot. Missouri Bot. Gard. 95: 256 (2004).
29. Crocodeilanthe laminata (Luer) Luer, Monogr. Syst. Bot. Missouri Bot. Gard. 95: 256 (2004).
30. Crocodeilanthe lehmanniana (Schltr.) Luer, Monogr. Syst. Bot. Missouri Bot. Gard. 95: 256 (2004).
31. Crocodeilanthe ligulata (Lindl.) Luer, Monogr. Syst. Bot. Missouri Bot. Gard. 95: 256 (2004).
32. Crocodeilanthe mandonii (Rchb.f.) Luer, Monogr. Syst. Bot. Missouri Bot. Gard. 95: 256 (2004).
33. Crocodeilanthe maxima (Luer) Luer, Monogr. Syst. Bot. Missouri Bot. Gard. 95: 256 (2004).
34. Crocodeilanthe molleturoi (Luer & Dodson) Luer, Monogr. Syst. Bot. Missouri Bot. Gard. 95: 256 (2004).
35. Crocodeilanthe moritzii (Rchb.f.) Luer, Monogr. Syst. Bot. Missouri Bot. Gard. 95: 256 (2004).
36. Crocodeilanthe nivalis (Luer) Luer, Monogr. Syst. Bot. Missouri Bot. Gard. 95: 256 (2004).
37. Crocodeilanthe orectopus (Luer) Luer, Monogr. Syst. Bot. Missouri Bot. Gard. 95: 256 (2004).
38. Crocodeilanthe pachypus (F.Lehm. & Kraenzl.) Luer, Monogr. Syst. Bot. Missouri Bot. Gard. 95: 256 (2004).
39. Crocodeilanthe patateensis (Luer) Luer, Monogr. Syst. Bot. Missouri Bot. Gard. 95: 256 (2004).
40. Crocodeilanthe pellucida (Luer & Hirtz) Luer, Monogr. Syst. Bot. Missouri Bot. Gard. 95: 256 (2004).
41. Crocodeilanthe pennelliana (Luer) Luer, Monogr. Syst. Bot. Missouri Bot. Gard. 95: 256 (2004).
42. Crocodeilanthe pilifera (Lindl.) Luer, Monogr. Syst. Bot. Missouri Bot. Gard. 95: 256 (2004).
43. Crocodeilanthe popayanensis (F.Lehm. & Kraenzl.) Luer, Monogr. Syst. Bot. Missouri Bot. Gard. 95: 256 (2004).
44. Crocodeilanthe possoae (Luer) Luer, Monogr. Syst. Bot. Missouri Bot. Gard. 95: 256 (2004).
45. Crocodeilanthe praealta (Luer & Hirtz) Luer, Monogr. Syst. Bot. Missouri Bot. Gard. 95: 256 (2004).
46. Crocodeilanthe prolificans (Luer & Hirtz) Luer, Monogr. Syst. Bot. Missouri Bot. Gard. 95: 256 (2004).
47. Crocodeilanthe pulchella (Kunth) Luer, Monogr. Syst. Bot. Missouri Bot. Gard. 95: 256 (2004).
48. Crocodeilanthe retusiloba (C.Schweinf.) Luer, Monogr. Syst. Bot. Missouri Bot. Gard. 95: 256 (2004).
49. Crocodeilanthe rhodotantha (Rchb.f.) Luer, Monogr. Syst. Bot. Missouri Bot. Gard. 95: 257 (2004).
50. Crocodeilanthe rictoria (Rchb.f.) Luer, Monogr. Syst. Bot. Missouri Bot. Gard. 95: 257 (2004).
51. Crocodeilanthe salpingantha (Luer & Hirtz) Luer, Monogr. Syst. Bot. Missouri Bot. Gard. 95: 257 (2004).
52. Crocodeilanthe scansor (Luer) Luer, Monogr. Syst. Bot. Missouri Bot. Gard. 95: 257 (2004).
53. Crocodeilanthe simplicilabia (C.Schweinf.) Luer, Monogr. Syst. Bot. Missouri Bot. Gard. 95: 257 (2004).
54. Crocodeilanthe siphonantha (Luer) Luer, Monogr. Syst. Bot. Missouri Bot. Gard. 95: 257 (2004).
55. Crocodeilanthe spathosa (Luer & R.Escobar) Luer, Monogr. Syst. Bot. Missouri Bot. Gard. 95: 257 (2004).
56. Crocodeilanthe stelidiopsis (Luer) Luer, Monogr. Syst. Bot. Missouri Bot. Gard. 95: 257 (2004).
57. Crocodeilanthe suinii Luer, Monogr. Syst. Bot. Missouri Bot. Gard. 105: 249 (2006).
58. Crocodeilanthe taxis (Luer) Luer, Monogr. Syst. Bot. Missouri Bot. Gard. 95: 257 (2004).
59. Crocodeilanthe tunguraguae (F.Lehm. & Kraenzl.) Luer, Monogr. Syst. Bot. Missouri Bot. Gard. 95: 257 (2004).
60. Crocodeilanthe vargasii (C.Schweinf.) Luer, Monogr. Syst. Bot. Missouri Bot. Gard. 95: 257 (2004).
61. Crocodeilanthe vegrandis (Luer & Dodson) Luer, Monogr. Syst. Bot. Missouri Bot. Gard. 95: 257 (2004).
62. Crocodeilanthe velaticaulis (Rchb.f.) Luer, Monogr. Syst. Bot. Missouri Bot. Gard. 95: 257 (2004).
63. Crocodeilanthe verbiformis (Luer) Luer, Monogr. Syst. Bot. Missouri Bot. Gard. 95: 257 (2004).
64. Crocodeilanthe virgata (Luer) Luer, Monogr. Syst. Bot. Missouri Bot. Gard. 95: 257 (2004).
65. Crocodeilanthe weddelliana (Rchb.f.) Luer, Monogr. Syst. Bot. Missouri Bot. Gard. 103: 309 (2005).
66. Crocodeilanthe xiphizusa Rchb.f. & Warsz., Bonplandia (Hannover) 2: 114 (1854).
67. Crocodeilanthe zunagensis (Luer & Hirtz) Luer, Monogr. Syst. Bot. Missouri Bot. Gard. 95: 257 (2004).